# 梁毗
梁毗（527年—610年），字景和，安定郡乌氏县（今宁夏回族自治区固原市泾源县）人，北周、隋朝官员。

## 生平
梁毗個性剛直，於周武帝統治年間，以明經入仕，累迁布宪下大夫。後來參與征服北齊的戰爭，在征服并州的戰事中立有戰功。擔任都督行军总管长史，加仪同三司。宣政年間又封易阳县子，迁武藏大夫。隋朝建立後，梁毗进爵为侯。拜治书侍御史，转大兴令，迁雍州赞治，出为西宁州刺史，改封邯郸县侯，徵散骑常侍、大理卿。仁寿初，进上开府。隋炀帝即位後，迁刑部尚书，摄御史大夫事。後來梁毗舉發宇文述私自招兵買馬的事情，但煬帝不聽，令張衡代替他的官位。梁毗憂憤，大業六年九月壬申（610年10月6日）病卒。煬帝令吏部尚書牛弘弔唁之，贈縑五百匹。

## 家族

### 祖父
- 梁越，魏涇、豫、洛三州刺史、郃陽縣公

### 父亲
- 梁茂，北周滄、兗二州刺史

### 子女
- 梁敬真，位大理司直。隋炀帝欲成光禄大夫鱼俱罗罪，令梁敬真案其狱，遂希旨陷之极刑。未几，梁敬真有疾，见鱼俱罗为作祟而死
- 梁敬实，唐朝朝散大夫、右台侍御史、赵王行台记室、宜春公

## 延伸阅读
[在维基数据编辑]
 《北史·卷077》，出自李延壽《北史》
 《隋書·卷62》，出自魏徵《隋书》